# 막돼먹은 영애씨 17
《막돼먹은 영애씨 17》은 tvN에서 2019년 2월 8일부터 2019년 4월 26일까지 방영된 tvN 금요 드라마로 《막돼먹은 영애씨》 시리즈 중 열일곱 번째 드라마다.

## 소개
막돼먹은 영애씨 시즌 17이라 쓰고 엄마영애 시즌 1이라 읽는다.

## 등장 인물

### 영애네
- 김현숙 : 이영애 역 - 낙원사 디자인 팀장
- 이승준 : 이승준 역 - 회사원, 이영애의 남편
- 이규한 : 이규한 역 - 성인 웹툰 작가, 승준의 사촌 동생
- 연제형 : 연제형 역 - 규한의 어시스턴트

### 낙원사
- 정보석 : 정보석 역 - 사장
- 라미란 : 라미란 역 - 디자인팀 부장
- 윤서현 : 윤서현 역 - 영업팀 차장
- 정지순 : 정지순 역 - 영업팀 과장
- 고세원 : 김혁규 역 - 영업팀 대리, 이영채의 남편
- 박수영 : 나수아 역 - 경리, 라미란의 동생

### 영애 가족들
- 송민형 : 이귀현 역 - 아버지
- 김정하 : 김정하 역 - 어머니
- 정다혜 : 이영채 역 - 동생, 치킨집 사장

### 그 외 인물
- 김지아 : 이헌 역 - 이영애와 이승준의 딸
- 정윤건 : 김해밀 역 - 이영채와 김혁규의 아들
- 김가빈 : 김해진 역 - 이영채와 김혁규의 딸(12화)
- 전성애 : 전성애 역 - 김정하의 친구이자 앙숙 관계(5화, 11~12화)
- 김재화 : 김재화 역 - 청산유주 대표(11~12화)
- 김정남
- 주부진
- 김영희
- 엄태옥
- 안영미
- 박선우
- 이용규
- 김사훈
- 최화영
- 김한규
- 강태식
- 박기륭 : 나이트클럽 박사장(2화)
- 국중웅
- 김해곤
- 손주환
- 노희중
- 김기탁
- 정탁
- 윤다예
- 이수아
- 김도진
- 전은미
- 남윤서 : 가은 역(10화)
- 성민준 : 윤찬 역(10화)

### 특별출연
- 문세윤 : 무당 역 (1화)
- 허안나 : 박안나 역 - 나이트클럽 박사장 딸 (2회)
- 송영재 : 정보석의 친구 역 (3회)
- 강예빈 : 강예빈 역 - 前 낙원사 직원, 다이어트 회사 직원 (6회)
- 장광 : 왕회장 역 - 정보석의 매형이자 낙원사를 매입한 인물 (8회)
- 이은형 : 사기꾼 역(12회)
- 강재준 : 사기꾼 역(12회)

## 시청률
최저 시청률과 최고 시청률은 시청률 조사회사와 지역별로 시청률에 차이가 있을 수 있습니다.
| 2019년      | 2019년      | 2019년                              | 2019년         | 2019년       |
| 회차        | 방송일      | 부제                                | AGB 시청률     | AGB 시청률   |
| 회차        | 방송일      | 부제                                | 대한민국(전국) | 서울(수도권) |
| ----------- | ----------- | ----------------------------------- | -------------- | ------------ |
| 제1회       | 2월 8일     | 맘 돼버린 영애씨                    | 2.562%         | 2.707%       |
| 제2회       | 2월 15일    | 에~라이(lie) 낙원사                 | 2.617%         | 2.894%       |
| 제3회       | 2월 22일    | 다 터져버린 하루                    | 2.420%         | 3.043%       |
| 제4회       | 3월 1일     | 젖 끊고 하이킥                      | 2.865%         | 3.247%       |
| 제5회       | 3월 8일     | 아뿔싸! 갑분사(寺)                  | 2.239%         | 2.392%       |
| 제6회       | 3월 15일    | 금쪽같은 내 새끼, 반쪽같은 내 세 끼 | 2.368%         | 2.381%       |
| 제7회       | 3월 22일    | 오 마이, 갓영애                     | 2.682%         | 3.195%       |
| 제8회       | 3월 29일    | 죄와 벌: 배반의 낙원                | 2.707%         | 3.308%       |
| 제9회       | 4월 5일     | 모(母)르는 사이, 봄                 | 2.559%         | 2.766%       |
| 제10회      | 4월 12일    | 헌이 아빠를 부탁해                  | 2.686%         | 3.068%       |
| 제11회      | 4월 19일    | 워킹 MOM대로 안 되네요              | 3.077%         | 3.553%       |
| 제12회      | 4월 26일    | 그래도 막돼먹은!                    | 2.926%         | 3.027%       |
| 평균 시청률 | 평균 시청률 | 평균 시청률                         | 2.642%         | 2.965%       |